# Waterbal

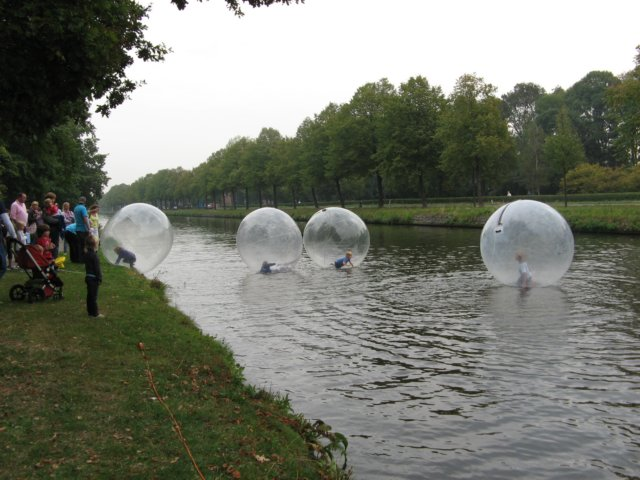
In waterballen het water op

Een waterbal of 'aquabubble' is een grote opblaasbare bal waarin iemand plaats kan nemen om vervolgens over het water te lopen. De waterbal werd bekend in 1985, toen hij door The Beach Boys gebruikt werd in de videoclip bij het nummer Getcha Back.
De waterbal is te vergelijken met de zorb maar is enkelwandig en meer geschikt om over het water te lopen dan om van een heuvel af te rollen. De doorsnede van de bal is meestal ongeveer twee meter. Hij weegt zo'n 15 kilogram en kan met een goede blower in een halve minuut worden opgeblazen. Een waterdichte duikersrits verleent er toegang toe. De bal kan maximaal een gewicht tussen de 90 en 120 kilogram dragen.
Er bestaan diverse modellen die licht van elkaar kunnen afwijken:
- Sommige hebben een extra plastic flap aan de binnen- of buitenkant van de rits.
- Formaat kan verschillen.
- Wijze van opblazen kan variëren.

Waterballen worden gemaakt van een mix van pvc en TPU of bestaan volledig uit TPU. Ze worden vaak vervaardigd in China of Turkije.

## Gebruik
De waterballen worden gebruikt bij evenementen op en langs het water en zijn in (openlucht)zwembaden te vinden. Sinds 2011 worden ze ook wel ingezet als kermisattractie. Bij gebruik op open water bestaat het risico dat de bal lek raakt door scherpe voorwerpen onder de oppervlakte. Daarom is het belangrijk dat op de plek waar de waterballen worden gebruikt dergelijke voorwerpen zoals bijvoorbeeld fietsen voortijdig uit het water worden gehaald.
Nadat een persoon in de waterbal gestapt is via de rits, sluit de begeleider de bal voor driekwart en blaast er met een compressor ongeveer 5000 liter lucht in. Daarna kan de rits volledig dicht. Wanneer de bal volledig opgeblazen is, kan de persoon ermee over het water lopen, koprollen maken en andere capriolen uithalen. Soms stappen meerdere personen in een waterbal. Er is voor een verblijf van ongeveer een half uur lucht in de bal. Tijdens een evenement houdt men vaak vijf tot tien minuten aan. De bal blijft gewoonlijk met een touw verbonden met de vaste wal. Een begeleider dient de gehele tijd toezicht te houden.
Er kunnen wedstrijden gehouden worden waarbij men met de waterbal een parcours loopt over het water, soms samen met andere ballen. Ook worden waterballen wel gebruikt voor crowdsurfing, waarbij een zanger tijdens een popconcert voortbewogen wordt over de handen van het publiek. Dit werd voor het eerst toegepast door The Flaming Lips.